# Ma Tổ (phim truyền hình)
Ma Tổ là phim truyền hình thần thoại truyền cảm hứng Trung Quốc nói về cuộc đời của nữ thần biển Ma Tổ được sản xuất bởi CCTV, Công ty Văn hóa truyền thông Bắc Kinh Võng Liên Bát Phương, do Lộ Kỳ đạo diễn, Tằng Hữa Tình, Thủy Năng Trầm biên kịch, với Lưu Đào, Nghiêm Khoan, Lưu Đức Khải đóng vai chính .

## Nội dung
Trong những năm đầu triều đại Bắc Tống, những thảm họa biển thường xuyên xảy ra ở khu vực Biển Đông, và các ngư dân bị thương vong nặng nề.

## Diễn viên
| Tên                                    | Vai                   | Mô tả                                                                                              |
| -------------------------------------- | --------------------- | -------------------------------------------------------------------------------------------------- |
| Lưu Đào / lúc nhỏ: Quan Hiểu Đồng      | Lâm Mặc Nương         | Ma Tổ                                                                                              |
| Hoàng Gia Lạc / lúc nhỏ: Vạn Xương Hạo | Dương Sinh Toàn       | Thanh mai trúc mã của Lâm Mặc Nương                                                                |
| Nghiêm Khoan                           | Ngô Tông Luân         | Chống chính thức của Lâm Mặc Nương                                                                 |
| Lưu Giai                               | Vương thị             | Mẹ của Lâm Mặc Nương                                                                               |
| Lưu Đức Khải                           | Lâm Nguyện            | Cha của Lâm Mặc Nương                                                                              |
| Triệu Hồng Phi                         | Nhai Xế               | Con trai thứ hai của Đông Hải Long Vương, Long Ngư tinh, con trai của Trân Hậu. Nhân vật phản diện |
| Lữ Tinh Tinh                           | Quế Hoa               | Con gái nuôi của gia đình họ Lâm, chị dâu của Lâm Mặc Nương                                        |
| Ngụy Tông Vạn                          | Ngao Quảng            | Đông Hải Long Vương                                                                                |
| Hồ Bưu                                 | Lâm Hồng Nghị         | Em trai cả của Lâm Mặc Nương, con một                                                              |
| Vương Á Mai                            | Lý Hải Yên            | Vợ của Lâm Hồng Nghị, em dâu của Lâm Mặc Nương                                                     |
| Trang Khánh Ninh                       | Lâm Diệu Châu         | Chị năm của Lâm Nặc Nương                                                                          |
| Chu Hàng                               | Uông Tiểu Phàm        | Chồng của Lâm Diệu Châu, hóa thân của Yến Công                                                     |
| Chu Hải Yên                            | Trân Hậu              | Người phối ngẫu của Đông Hải Long Vương - Ngao Quảng, Ngư tinh, mẹ ruột của Nhai Xế                |
| La Mạn Nhã                             | Bạng Phi              | Người phối ngẫu của Nhai Xế, Ngêu Tinh                                                             |
| Lưu Nhạc                               | Bệ Ngạn               | Người con trai thứ tư Đông Hải Long Vương, Long Giải tinh, sau hóa thân thành Dương Sinh Toàn      |
| Trương Kiến Quốc                       | Gia Ứng               | Từng phục vụ cho Nhai Xế                                                                           |
| Trương Quốc Khánh                      | Gia Hựu               | Từng phục vụ cho Nhai Xế                                                                           |
| Chu Hàng                               | Cao Lý (thủy quái)    | Hình dạng khác của Uông Tiểu Phàm, Ma Tổ đổi tên cho y thành Cao Lý Chánh                          |
| Trương Hoành Lâm                       | Yến Công              | Bạch Tuộc tinh, Từng phục vụ cho Nhai Tí, sau hóa thân thành Uông Tiểu Phàm                        |
| Đại Dương                              | Mạc Nhĩ Tư            | Pháp sư tà ma                                                                                      |
| Lưu Nham Kì                            | Tuần Hải Dạ Xoa       | Trợ thủ của Nhai Tí                                                                                |
| Lại Hiểu Sinh                          | Bạch Sa tinh          | Trợ thủ của Nhai Tí                                                                                |
| Lý Tình                                | Quy tướng quân        | Cấp dưới của Bệ Ngạn                                                                               |
| Triệu Lệ Quyên                         | Vương Mẫu nương nương | Người phối ngẫu của Ngọc Hoàng Đại Đế                                                              |
| Vương Hội Xuân                         | Xích Cước Đại Tiên    | Võ sư của Lâm Mặc Nương                                                                            |
| Lâm Tâm Như                            | Quan Âm bồ tát        | Ban thưởng cho Lâm Mặc Nương và Dương Sinh Toàn                                                    |
| Triệu Vũ Tinh                          | A Phượng              | Hàng xóm của Lâm Mặc Nương, vợ của Hứa Mậu Thịnh                                                   |

## Phát sóng
| Ngày                 | Kênh  | Thời gian phát sóng                                         |
| -------------------- | ----- | ----------------------------------------------------------- |
| 31 tháng 12 năm 2012 | CCTV8 | 19:00 mỗi ngày                                              |
| 16 tháng 8 năm 2016  | CCTV3 | Năm tập 14:30 Thứ Hai, Bốn tập từ Thứ Ba đến Chủ Nhật 15:05 |

## Nhạc phim

### Trung Quốc
| STT | Nhan đề                  | Phổ lời   | Phổ nhạc       | Trình bày | Thời lượng |
| --- | ------------------------ | --------- | -------------- | --------- | ---------- |
| 1.  | "Mả Tô" (Ca khúc chủ đề) | Dịch Mính | Triệu Quý Bình | Đàm Tinh  |            |

### Đài Loan

#### Trung thị
| STT | Nhan đề                      | Phổ lời         | Phổ nhạc        | Trình bày       | Thời lượng |
| --- | ---------------------------- | --------------- | --------------- | --------------- | ---------- |
| 1.  | "Vong Xuyên hà"              | Giang Chí Phong | Giang Chí Phong | Long Thiên Ngọc |            |
| 2.  | "Chiến đấu" (Nhạc cuối phim) | Hứa Khanh Diệu  | Thái Hoành Huân | Viên Tiểu Địch  |            |

## Rating

### Rating (Trung thị)
| Ngày phát sóng                   | Tuần              | Rating trung bình | Hạng | Tập   | Ghi chú           |
| -------------------------------- | ----------------- | ----------------- | ---- | ----- | ----------------- |
| 31 tháng 7 - 2 tháng 8 năm 2013  | 1                 | 1.23              | 4    | 01-03 | Phát sóng lần đầu |
| 5 tháng 8 - 9 tháng 8 năm 2013   | 2                 | 1.36              | 4    | 04-08 |                   |
| 12 tháng 8 - 16 tháng 8 năm 2013 | 3                 | 1.76              | 3    | 09-13 |                   |
| 19 tháng 8 - 22 tháng 8 năm 2013 | 4                 | 2.23              | 3    | 14-17 |                   |
| Rating trung bình                | Rating trung bình | 1.65              |      | -     | -                 |

- Điều tra bởi AGB Nielsen, Phạm vi khảo sát dành cho người xem trên bốn tuổi.
- Nguồn: Trung Thời Entertainment, Khải Lạc truyền thông hàng tuần

## Giải thưởng
| Lễ trao giải | Hạng mục                               | Người đề cử / nhận giải | Kết quả   | Ghi chú |
| ------------ | -------------------------------------- | ----------------------- | --------- | ------- |
| Phi thiên    | Phim truyền hình dài tập xuất sắc nhất |                         | 2         | [ 3 ]   |
| Kim Ưng      | Loạt phim truyền hình xuất sắc         |                         | Đoạt giải | [ 4 ]   |